# Prezydenci Sudanu Południowego

## Lista przywódców Sudanu Południowego
| Osoba                                               | Osoba                                   | Osoba                                   | Kadencja                                | Kadencja                                | Partia polityczna                       |                                         |
| #                                                   | Portret                                 | Imię i Nazwisko                         | Od                                      | Do                                      | Partia polityczna                       |                                         |
| Autonomiczny Region Sudanu Południowego             | Autonomiczny Region Sudanu Południowego | Autonomiczny Region Sudanu Południowego | Autonomiczny Region Sudanu Południowego | Autonomiczny Region Sudanu Południowego | Autonomiczny Region Sudanu Południowego | Autonomiczny Region Sudanu Południowego |
| --------------------------------------------------- | --------------------------------------- | --------------------------------------- | --------------------------------------- | --------------------------------------- | --------------------------------------- | --------------------------------------- |
| 1                                                   |                                         | Abel Alier (1933–)                      | 6 kwietnia 1972                         | luty 1978                               | Front Południowy                        |                                         |
| 2                                                   |                                         | Joseph Lagu (1931–)                     | luty 1978                               | 12 lipca 1979                           | Afrykańska Narodowa Unia Sudańska       |                                         |
| 3                                                   |                                         | Peter Gatkuoth (?–2010)                 | 12 lipca 1979                           | 30 maja 1980                            | bezpartyjny                             |                                         |
| (1)                                                 |                                         | Abel Alier (1933–)                      | 30 maja 1980                            | 5 października 1981                     | Front Południowy                        |                                         |
| 4                                                   |                                         | Gismalla Abdalla Rassas                 | 5 października 1981                     | 23 czerwca 1982                         | Ruch Wyzwolenia Sudanu Południowego     |                                         |
| 5                                                   |                                         | Joseph James Tombura                    | 23 czerwca 1982                         | 5 czerwca 1983                          | Afrykańska Narodowa Unia Sudańska       |                                         |
| autonomia zniesiona (5 czerwca 1983 – 9 lipca 2005) |                                         |                                         |                                         |                                         |                                         |                                         |
| 6                                                   |                                         | John Garang (1945–2005)                 | 9 lipca 2005                            | 30 lipca 2005                           | Ludowy Ruch Wyzwolenia Sudanu           |                                         |
| 7                                                   |                                         | Salva Kiir Mayardit (1951–)             | 11 sierpnia 2005                        | 9 lipca 2011                            | Ludowy Ruch Wyzwolenia Sudanu           |                                         |
| Republika Sudanu Południowego                       |                                         |                                         |                                         |                                         |                                         |                                         |
| (7)                                                 |                                         | Salva Kiir Mayardit (1951–)             | 9 lipca 2011                            | nadal                                   | Ludowy Ruch Wyzwolenia Sudanu           |                                         |